# 隆渓繁紹
隆渓 繁紹（りゅうけい はんしょう、1449年または1450年〈旧暦宝徳元年〉 - 1504年9月15日〈旧暦永正元年8月7日〉）は、日本の僧侶。俗姓は紀（き）。
華嚴院住持職、修禅寺住持職、石雲院住持職などを歴任した。

## 概要
室町時代、戦国時代の曹洞宗の僧侶である。崇芝性岱の門下では大空玄虎らと並ぶ俊英として知られ、崇芝の七高弟の一人とされる。華嚴院を創建するとともに、修禅寺を復興させたことで知られる。

## 来歴

### 生い立ち
旧暦宝徳元年に生まれた。幼少の頃から落ち着いており、物静かであったという。山城国愛宕郡の大徳寺の門を叩き、一休宗純の下で剃髪し、仏法を学ぶ。その後、伊勢国飯高郡の浄眼寺の門を叩き、大空玄虎に謁する。さらに遠江国榛原郡の石雲院に参じ、大空の師である崇芝性岱に師事した。石雲院で18年ほど修行を積んだのちに一朝契悟し、能登国鳳至郡の總持寺にて瑞世した。

### 僧侶として

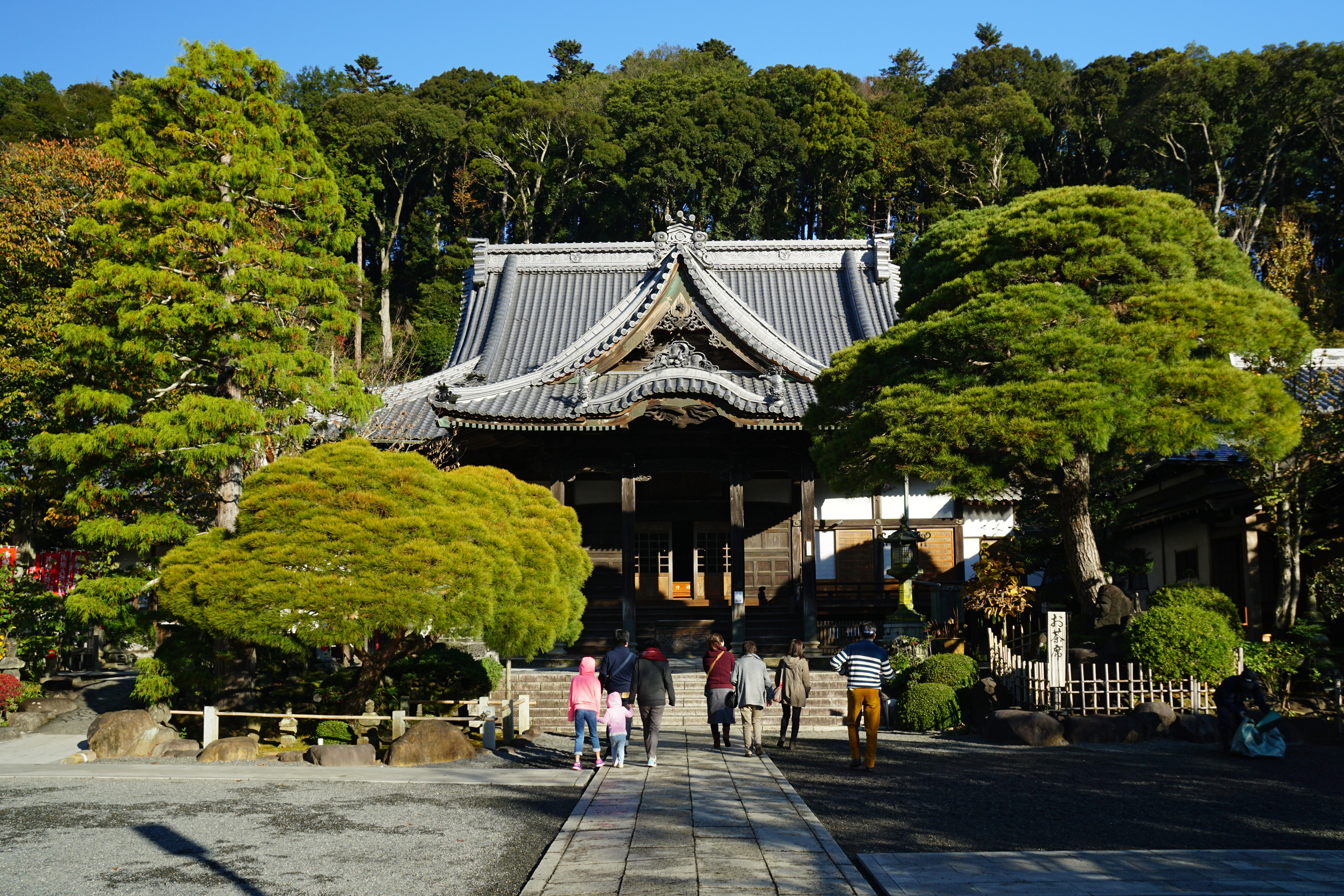
修禅寺（2018年11月24日撮影）

總持寺では住職を務めたが、今川氏の下で高天神城の城代を務める浅羽幸忠に招かれ、遠江国城飼郡にて華嚴院を創建する。ただし、隆渓は師である崇芝性岱を勧請開山とし、自身は第二世を称した。1487年（旧暦長享元年）には遠江国榛原郡にて正雲寺を開山する。
韮山城の城主である伊勢盛時に招かれ、1489年（旧暦延徳元年）に伊豆国田方郡の修禅寺にて住持職に据えられる。それを機に修禅寺は臨済宗から曹洞宗に改宗した。修禅寺は1361年（旧暦康安元年）に畠山国清の乱により戦渦を受け、1407年（旧暦応永9年）には火災で伽藍が全焼したことから、それ以来荒廃していたが、盛時の庇護の下で隆渓が寺勢を盛り返した。修禅寺を再興したことから、隆渓は修禅寺の中興開山と位置付けられており、修禅寺のウェブサイトでも「開山隆渓繁紹禅師」と表記されている。
1499年（旧暦明応8年）に修禅寺を出て、1499年9月（旧暦明応8年8月1日）に石雲院に輪住する。師である崇芝性岱の没後、石雲院は崇芝の門流による輪住制が採られていたためである。その後、再び修禅寺に戻った。1504年9月（旧暦永正元年8月7日）、修禅寺にて死去した。没年は56歳とされている。

## 家族・親族
隆渓の先祖は伊豆国田方郡の北条で代々暮らしており、紀姓であるという。また、北条早雲こと伊勢盛時の研究が進む（現在は奉公衆である伊勢氏の一族とされる）までは叔父にあたるされた。

## 略歴
- 旧暦宝徳元年 - 誕生[6][注釈 2]。
- 1487年 - 正雲寺開山[8]。
- 1489年 - 修禅寺住持職[1]。
- 1499年 - 石雲院輪住[9]。
- 1504年 - 伊豆国田方郡にて死去[4][5][7]。

## 登場する作品
- 司馬遼太郎『箱根の坂』